# هينو للسيارات
هينو للسيارات المحدودة (باليابانية: 日野自動車株式会社) (بالإنجليزية: Hino Motors) هي شركة يابانية عالمية تقوم بتصنيع شاحنات وحافلات ديزل ومركبات أخرى.
تم إنشائها عام 1942م وتُعرف اختصاراً بـ هينو وهي الآن إحدى فروع شركة تويوتا للسيارات. يقع مقرها الرئيسي بهينو بمحافظة طوكيو باليابان و منذ عام 1973م أصبحت رائدة صناعة شاحنات الخدمة الشاقة والمتوسطة باليابان.
تقوم هينو بتطوير عدد من التقنيات التي تخدم البيئة والبشرية منها تقنية الهجين التي زودت عدد من مركباتها بها. و من هذه التقنيات أيضاً تقنية المركبة الكهربائية والتي تختبر عدد من مركباتها الآن وتطمح لطرحها مستقبلاً بالأسواق.